# Цифровой избирательный вызов

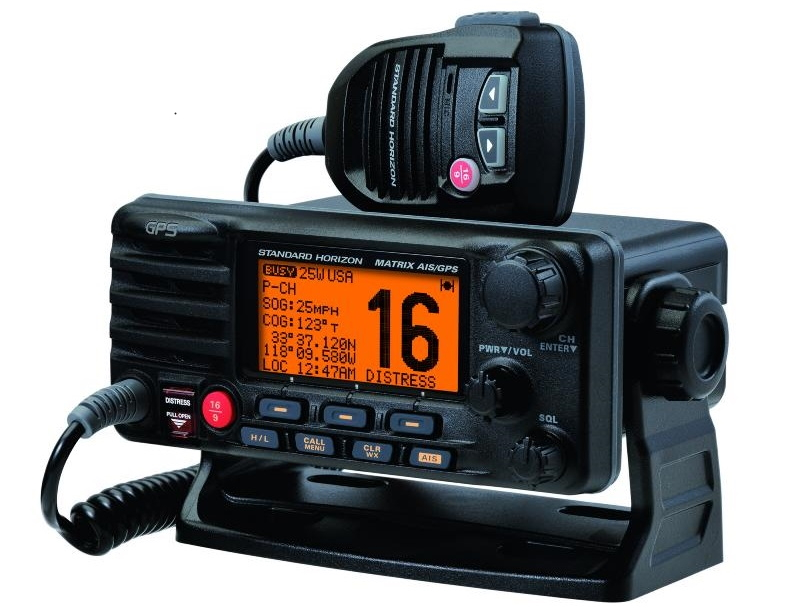
ЦИВ gx-2200

Цифровой избирательный вызов (ЦИВ) (англ. Digital Selective Calling, DSC) — вид связи, применяемый для первоначального вызова судовых и береговых станций с различными приоритетами с целью дальнейшей радиосвязи радиотелефоном или радиотелексом. ЦИВ предполагает передачу коротких формализованных сообщений, представленных в закодированном виде с помощью двоичных символов в ПВ, КВ и УКВ диапазонах.

## Структура
Система ЦИВ является составной частью ГМССБ и используется для:
- оповещения о бедствии, подтверждения вызова бедствия и ретрансляции вызова бедствия;
- извещения судов о предстоящей передаче срочных сообщений, в том числе жизненно важных и экстренных навигационных сообщений;
- установления служебной связи на рабочем канале.

Формат вызывной последовательности в системе ЦИВ включает в себя следующие составные части:
- последовательность точек;
- фазирующую последовательность;
- определитель формата;
- адрес;
- категорию;
- самоидентификатор;
- сообщение;
- конец последовательности.

Вся информация в вызывной последовательности кодируется с помощью 128 символов.
Вызов начинается с передачи последовательности точек. Последовательность точек обеспечивает условия для дальнейшего правильного приёма и декодирования вызова. При поступлении последовательности точек на вход приёмника последний прекращает сканирование частот и переключается на приём вызова.
Фазирующая последовательность предназначена для установления правильной тактовой синхронизации в приёмнике и однозначного определения позиции знаков внутри вызывной последовательности.
Определитель формата может принимать следующие значения:
- бедствие;
- всем судам;
- групповой вызов судов;
- вызов судов в заданном географическом районе;
- избирательный вызов индивидуальной станции.

Адрес. Вызовы «бедствие» и «всем судам» не имеют адреса, так как они адресованы непосредственно всем судовым и береговым станциям. Для избирательного вызова, адресованного конкретному судну, береговой станции или группе станций, в качестве адреса используется идентификатор морской подвижной службы (ИМПС, MMSI), присвоенный вызываемой станции (группе станций). В соответствии с Регламентом Радиосвязи ИМПС представляет собой серию из девяти цифр, которые передаются по радио с целью однозначного опознавания судовых и береговых станций и групповых вызовов.
ИМПС судовой станции имеет следующий вид: M I DХХХХХХ, где:  M I D - три цифры, обозначающие код страны, под флагом которой плавает судно (код Российской Федерации - 273); ХХХХХХ - номер, присвоенный судну (Х - любая цифра от 0 до 9). При этом ИМПС с тремя замыкающими нулями рекомендуется присваивать судовой станции, которой потребуется опознаватель для автоматического доступа к коммутируемым сетям общего пользования на всемирной основе.

ИМПС группового вызова судовых станций имеет вид: 0 M I DХХХХХ, где первая цифра является нулем, M I D обозначает код страны, присвоившей ИМПС группового вызова судовых станций, а ХХХХХ - номер, присвоенный группе судов.

ИМПС береговой станции имеет вид: 0 0 M I DXXXX,  где первые две цифры являются нулями, M I D обозначает код страны, в которой расположена береговая станция.
Категория определяет степень приоритета вызывной последовательности:
- бедствие;
- срочность;
- безопасность;
- служебный.

В качестве самоидентификатора используется ИМПС, присвоенный вызывающему судну. ИМПС вводится в память модема ЦИВ при его установке. При наборе вызывной последовательности он включается в формат автоматически и не требует ручного ввода.
Сообщения. В вызывной последовательности, в зависимости от определителя формата, может быть до четырёх сообщений, которые задают характер бедствия; координаты судна, терпящего бедствие, время получения координат; вид дальнейшей связи.
Вызовы, отличные от вызова бедствия, стандартно содержат два сообщения: вид последующей связи и информация о рабочей частоте или канале.
Конец последовательности. Это символ, определяющий требование подтверждения.
Проверочная сумма используется для контроля правильности приёма вызова.